# Bóndi

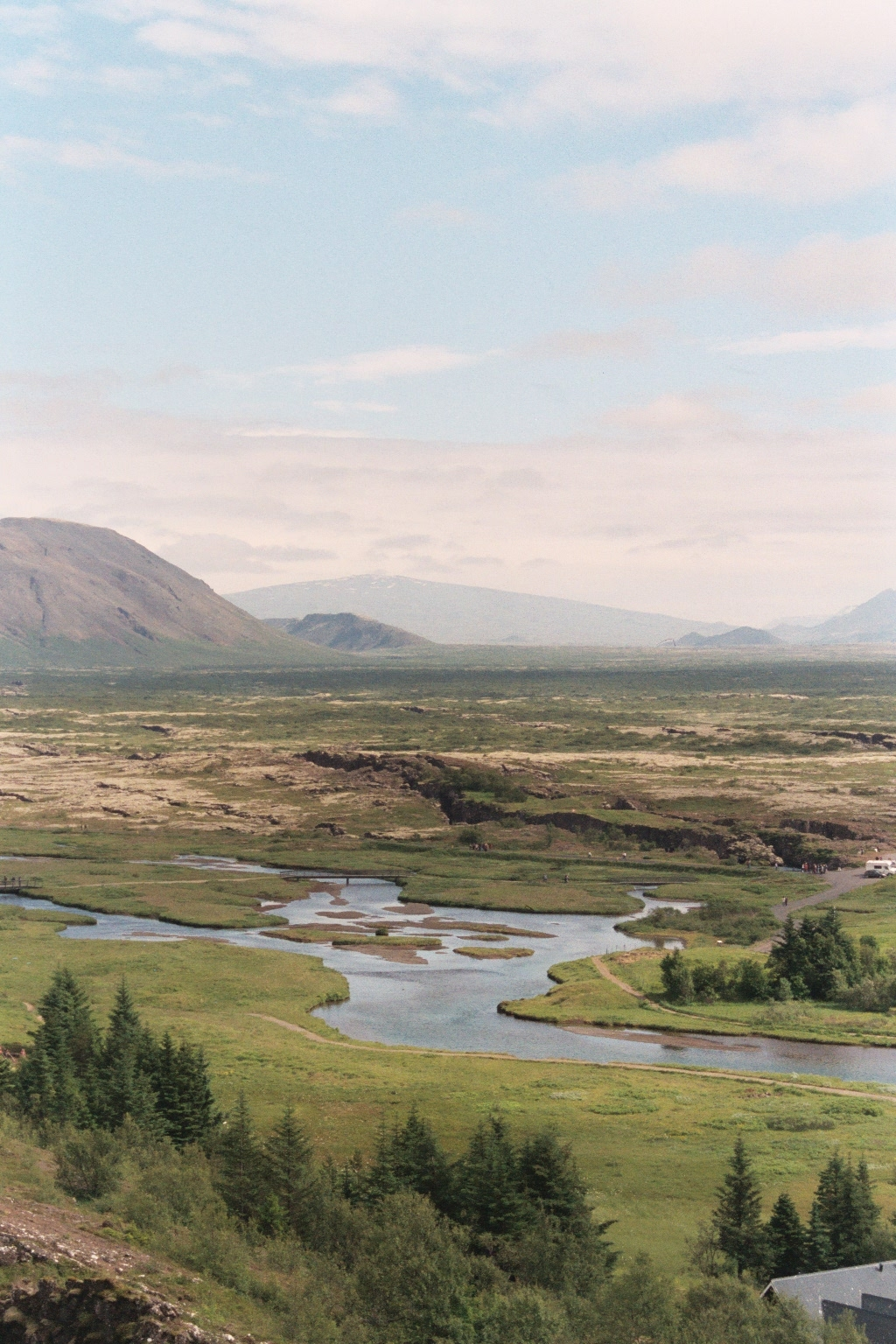
La plaine de Þingvellir où se rassemblaient les bændr chaque année pendant l'Alþing.

Le bóndi (également húsbóndi, (pl.) bændr en vieux norrois ) est, dans les sociétés scandinaves de l'âge viking, un homme libre. Il constitue le cœur de la communauté, formée par les agriculteurs, les artisans et les commerçants. Formant la classe moyenne, les bændr jouissaient de droits tels que l'utilisation d'armes et le privilège de rejoindre le thing, l'assemblée des hommes libres, en tant que propriétaires de fermes,.
Le profil du bóndi est précisé dans Rígsthula, une légende scandinave décrivant Ríg, la forme humaine du dieu Heimdall, couché avec trois femmes pour procréer et donner naissance aux trois classes sociales : les thralls (les esclaves), les karls (ou bændr, les hommes libres) et les jarls (les chefs). Le poème décrit l'image et le comportement comme il se doit, et le type de travail attendu de chacun.

## Karl
La mythologie nordique indique que Karl est le fruit de la relation illicite entre le dieu Heimdall et la mortelle Amma. Karl et sa femme Snor seraient les ancêtres des paysans et des hommes libres. Les odalsbóndi (propriétaires héréditaires) pouvaient céder une partie de leurs terres à d'autres karls en échange d'une loyauté et d'un soutien inconditionnel chaque fois que nécessaire. Cependant, le terme karl dans certains écrits anciens désignait un statut d'homme libre de classe sociale inférieure sans accès aux liens familiaux avec les castes supérieures ou la royauté.

## Marins et commerçants
Les bóndi avaient plusieurs activités : ils étaient de marins, marchands et vikings. Dans les régions plus au nord, ils étaient également des chasseurs et des pêcheurs. Avec leur snekkja pour la guerre et leur knarr pour le commerce, les Vikings dominaient les mers du nord de l'Europe, parfois pirates et d'autrefois commerçants, selon les circonstances. C'est en 873, malgré la méfiance mutuelle entre les Vikings et l'Empire carolingien, que les deux parties s'entendent pour que les marchands puissent franchir les frontières afin d'acheter et de vendre des marchandises de bonne volonté. Birka et Hedeby deviennent deux enclaves et routes commerciales importantes de l'époque.

## Islande
Dans l'État libre islandais, le bóndi était soumis à l'autorité d'un goði, de sorte que leurs droits en tant qu'hommes libres étaient soumis par la loi à un minimum de propriétés (une vache, un bateau ou un réseau pour chaque membre de la famille) et établissent une relation formelle avec les goði. Par la suite un bóndi était formellement considéré comme un partisan et son vote en tant que Þingmaðr ("hommes du thing") dépendait de la volonté des goði dans l'Althing. Ces conditions étaient régies par la loi islandaise recueillie dans le Grágás.